# Ostracoberyx paxtoni
Ostracoberyx paxtoni är en fiskart som beskrevs av Quéro och Ozouf-costaz, 1991. Ostracoberyx paxtoni ingår i släktet Ostracoberyx och familjen Ostracoberycidae. Inga underarter finns listade i Catalogue of Life.